# Międzynarodowy Festiwal Filmowy w Tokio
Międzynarodowy Festiwal Filmowy w Tokio (jap. 東京国際映画祭 Tōkyō Kokusai Eigasai), w skrócie TIFF (ang. Tokyo International Film Festival) – festiwal filmowy odbywający się w stolicy Japonii od 1985 roku. W latach 1985–1991 impreza odbywała się raz na dwa lata, a później organizowano ją już corocznie. Uznawany jest za drugi (po szanghajskim) największy festiwal filmowy na kontynencie azjatyckim. Jest też jedynym japońskim festiwalem filmowym akredytowanym przez FIAPF.
W ostatnich latach impreza odbywała się pod koniec października w tokijskim kompleksie Roppongi Hills.

## Nagrody
Główną nagrodą przyznawaną na festiwalu jest Grand Prix, przyznawane już od pierwszej edycji przez międzynarodowe jury. Nagroda ma również wymiar finansowy – w 2023 r. zwycięzca odebrał 3 mln jenów. Do stale przyznawanych wyróżnień należą też nagrody za reżyserię, rolę męską i żeńską, a także nagroda specjalna jury.

## Statystyki
Najwięcej filmów nagrodzonych Grand Prix w Tokio pochodziło jak dotychczas z Francji i z Chin (po 4 tytuły). Jedynym reżyserem dwukrotnie wyróżnionym głównym festiwalowym trofeum jest Izraelczyk Nir Bergman. Trzykrotnie twórcami nagrodzonych filmów były kobiety: Caroline Link, Lorraine Lévy i Kaltrina Krasniqi.
Polscy twórcy filmowi jak dotychczas nie sięgnęli po główną nagrodę na festiwalu. Niemniej jednak zdobywali liczne wyróżnienia w pozostałych kategoriach. Na MFF w Tokio nagrodzono takie polskie tytuły, jak: Grający z talerza (1995) Jana Jakuba Kolskiego, Cwał (1996) Krzysztofa Zanussiego, Sztuczki (2007) Andrzeja Jakimowskiego, Cztery noce z Anną (2008) Jerzego Skolimowskiego oraz Pod Mocnym Aniołem (2014) Wojciecha Smarzowskiego.

## Laureaci festiwalu
| Rok (Edycja) | Przewodniczący jury                               | Laureaci nagród                                                              | Laureaci nagród                                                   | Laureaci nagród                                                  | Laureaci nagród                                                         | Laureaci nagród                                                                                          |
| Rok (Edycja) | Przewodniczący jury                               | Grand Prix                                                                   | Najlepszy reżyser Film                                            | Najlepszy aktor Film                                             | Najlepsza aktorka Film                                                  | Nagroda Specjalna Jury                                                                                   |
| ------------ | ------------------------------------------------- | ---------------------------------------------------------------------------- | ----------------------------------------------------------------- | ---------------------------------------------------------------- | ----------------------------------------------------------------------- | --- |
| 1985 (1.)    | David Puttnam                                     | Typhoon Club, reż. Shinji Sōmai                                              | Péter Gothár – Czas stanął w miejscu                              | Nagrody nie przyznano.                                           | Nagrody nie przyznano.                                                  | Jacques i listopad, reż. Jean Beaudry i François Bouvier / Pocałunek kobiety pająka, reż. Héctor Babenco |
| 1987 (2.)    | Gregory Peck                                      | Stara studnia, reż. Wu Tianming                                              | Lana Ghoghoberidze – Kołowrotek                                   | Zhang Yimou – Stara studnia                                      | Rachel Ward – Dobra żona                                                | Mieć własny kąt, reż. Bill Forsyth                                                                       |
| 1989 (3.)    | Yves Montand                                      | Lato białych róż, reż. Rajko Grlić                                           | Rajko Grlić – Lato białych róż                                    | Marlon Brando – Sucha biała pora                                 | Jelena Jakowlewa – Dewizówka                                            | Dewizówka, reż. Piotr Todorowski                                                                         |
| 1991 (4.)    | Lewis Gilbert                                     | Miasto nadziei, reż. John Sayles                                             | Alan Parker – The Commitments                                     | Otar Megwinetuchucesi – Wynocha!                                 | Zhao Lirong – Święto wiosny                                             | Chłopiec z ulicy Guling, reż. Edward Yang / Święto wiosny, reż. Huang Jianzhong                          |
| 1992 (5.)    | Richard D. Zanuck                                 | Biała odznaka, reż. Chung Ji-young                                           | Chung Ji-young – Biała odznaka                                    | Max von Sydow – Dotknięcie ręki                                  | Lumi Cavazos – Przepiórki w płatkach róży                               | Miłość w Tokio, reż. Mitsuo Yanagimachi                                                                  |
| 1993 (6.)    | Franco Zeffirelli                                 | Błękitny latawiec, reż. Tian Zhuangzhuang                                    | Taylor Hackford – Więzy krwi                                      | Masahiro Motoki – Ostatnia piosenka                              | Lolita Davidovich – Younger i Younger / Lü Liping – Błękitny latawiec   | Szachowe dzieciństwo, reż. Steven Zaillian                                                               |
| 1994 (7.)    | Mike Medavoy                                      | Dzień, w którym zgasło słońce, reż. Yim Ho                                   | Yim Ho – Dzień, w którym zgasło słońce                            | Niu Zhenhua – Plecami do siebie, twarzą w twarz                  | Debra Winger – Niebezpieczna kobieta                                    | 47 roninów, reż. Kon Ichikawa                                                                            |
| 1995 (8.)    | Hugh Hudson                                       | Nagrody nie przyznano.                                                       | Joseph Novoa – Płatny morderca                                    | Nagrody nie przyznano.                                           | Yasuko Tomita – Chrystus z Nankinu                                      | Grający z talerza, reż. Jan Jakub Kolski                                                                 |
| 1996 (9.)    | Serge Silberman                                   | Kola, reż. Jan Svěrák                                                        | Wu Tianming – Król masek                                          | Zhu Xu – Król masek                                              | Hildegun Riise i Marie Theisen – Niedzielne anioły                      | Anarchistki, reż. Vicente Aranda / Cwał, reż. Krzysztof Zanussi                                          |
| 1997 (10.)   | Saul Zaentz                                       | Tamta strona ciszy, reż. Caroline Link / Zamknięty krąg, reż. Ademir Kenović | Ademir Kenović – Zamknięty krąg                                   | Kōji Yakusho – Kuracja                                           | Rene Liu i Jing Tseng – Szmer młodości                                  | Orkiestra, reż. Mark Herman                                                                              |
| 1998 (11.)   | Jeremy Thomas                                     | Otwórz oczy, reż. Alejandro Amenábar                                         | Guy Ritchie – Porachunki                                          | Brad Renfro – Uczeń szatana                                      | Maki Miyamoto – Dom gejsz                                               | Liść na poduszce, reż. Garin Nugroho                                                                     |
| 1999 (12.)   | Karel Reisz                                       | Światło i ciemność, reż. Chang Tso-chi                                       | Martha Fiennes – Oniegin                                          | Carlos Álvarez-Nóvoa – Samotne                                   | María Galiana – Samotne                                                 | Pstrąg tęczowy, reż. Park Jong-won                                                                       |
| 2000 (13.)   | Volker Schlöndorff                                | Amores perros, reż. Alejandro González Iñárritu                              | Alejandro González Iñárritu – Amores perros                       | Moussa Maaskri – Mondialito                                      | Jennifer Jason Leigh – Król żyje                                        | Dziewica rozebrana przez swych adoratorów, reż. Hong Sang-soo                                            |
| 2001 (14.)   | Norman Jewison                                    | Hasła, reż. Gjergj Xhuvani                                                   | Reza Mirkarimi – Pod księżycową poświatą / Gjergj Xhuvani – Hasła | Andrew Howard – Anioł śmierci                                    | Luiza Xhuvani – Hasła                                                   | Pod księżycową poświatą, reż. Reza Mirkarimi                                                             |
| 2002 (15.)   | Luc Besson                                        | Złamane skrzydła, reż. Nir Bergman                                           | Carlo Rola – Sass                                                 | Graham Greene – Skins                                            | Donatella Finocchiaro – Angela                                          | Hotel Hibiskus, reż. Yûji Nakae                                                                          |
| 2003 (16.)   | Gong Li                                           | Nuan, reż. Huo Jianqi                                                        | Chris Valentien i Till Schauder – Santa Smokes                    | Teruyuki Kagawa – Nuan                                           | Shinobu Terajima – Wibrator / Kristy Jean Hulslander – Santa Smokes     | Garnitur, reż. Bachtijar Chudojnazarow                                                                   |
| 2004 (17.)   | Yoji Yamada                                       | Whisky, reż. Juan Pablo Rebella i Pablo Stoll                                | Lim Chan-sang – Prezydencki fryzjer                               | Olżas Nusuppajew – Schizol                                       | Mirella Pascual – Whisky                                                | Górski patrol, reż. Lu Chuan                                                                             |
| 2005 (18.)   | Zhang Yimou                                       | Co przynosi śnieg, reż. Kichitaro Negishi                                    | Kichitaro Negishi – Co przynosi śnieg                             | Kōichi Satō – Co przynosi śnieg                                  | Helena Bonham Carter – Rozmowy z innymi kobietami / Jin Yaqin – Ty i ja | Rozmowy z innymi kobietami, reż. Hans Canosa                                                             |
| 2006 (19.)   | Jean-Pierre Jeunet                                | OSS 117 – Kair, gniazdo szpiegów, reż. Michel Hazanavicius                   | Jonathan Dayton i Valerie Faris – Mała miss                       | Roy Dupuis – Maurice Richard                                     | Abigail Breslin – Mała miss                                             | Thirteen Princess Trees, reż. Lü Yue                                                                     |
| 2007 (20.)   | Alan Ladd Jr.                                     | Przyjeżdża orkiestra, reż. Eran Kolirin                                      | Peter Howitt – Zakaz parkowania                                   | Damian Ul – Sztuczki                                             | Shefali Shah – Mój ojciec Gandhi                                        | Zachodnia linia magistralna, reż. Li Jixian                                                              |
| 2008 (21.)   | Jon Voight                                        | Tulpan, reż. Siergiej Dworcewoj                                              | Siergiej Dworcewoj – Tulpan                                       | Vincent Cassel – Wróg publiczny numer jeden                      | Félicité Wouassi – Aide-toi, le ciel t'aidera                           | Cztery noce z Anną, reż. Jerzy Skolimowski                                                               |
| 2009 (22.)   | Alejandro González Iñárritu                       | Wschodnie zabawy, reż. Kamen Kalew                                           | Kamen Kalew – Wschodnie zabawy                                    | Christo Christow – Wschodnie zabawy                              | Julie Gayet – Do ośmiu razy sztuka                                      | Wściekłość, reż. Sebastián Cordero                                                                       |
| 2010 (23.)   | Neil Jordan                                       | Gramatyka intymności, reż. Nir Bergman                                       | Gilles Paquet-Brenner – Klucz Sary                                | Wang Qianyuan – Fortepian w fabryce                              | Fan Bingbing – Góra Buddy                                               | Pocztówka, reż. Kaneto Shindō                                                                            |
| 2011 (24.)   | Edward R. Pressman                                | Nietykalni, reż. Éric Toledano i Olivier Nakache                             | Ruben Östlund – Gra                                               | François Cluzet – Nietykalni                                     | Glenn Close – Albert Nobbs                                              | Leśnik i deszcz, reż. Shuichi Okita                                                                      |
| 2012 (25.)   | Roger Corman                                      | Inny syn, reż. Lorraine Lévy                                                 | Lorraine Lévy – Inny syn                                          | Seo Young-joo – Urodzony przestępca                              | Neslihan Atagül – Otchłań                                               | Urodzony przestępca, reż. Kang Yi-kwan                                                                   |
| 2013 (26.)   | Chen Kaige                                        | We Are the Best!, reż. Lukas Moodysson                                       | Benedikt Erlingsson – O koniach i ludziach                        | Wang Jingchun – Żyć i umrzeć w Ordos                             | Eugene Domingo – Opowieści fryzjerskie                                  | Naginając reguły, reż. Behnam Behzadi                                                                    |
| 2014 (27.)   | James Gunn                                        | Bóg wie co, reż. Joshua i Ben Safdie                                         | Joshua i Ben Safdie – Bóg wie co                                  | Robert Więckiewicz – Pod Mocnym Aniołem                          | Rie Miyazawa – Blady księżyc                                            | Lekcja, reż. Kristina Grozewa i Petyr Wyłczanow                                                          |
| 2015 (28.)   | Bryan Singer                                      | Serce szaleństwa, reż. Roberto Berliner                                      | Mustafa Kara – Chłód Kalandaru                                    | Roland Møller i Louis Hofmann – Pole minowe                      | Glória Pires – Serce szaleństwa                                         | Wszyscy albo nikt, reż. Kheiron                                                                          |
| 2016 (29.)   | Jean-Jacques Beineix                              | Wczorajsze kwiaty, reż. Chris Kraus                                          | Hana Jušić – Nie gap się w mój talerz                             | Paolo Ballesteros – Pięknie umrzyj                               | Lene Cecilia Sparrok – Krew Saamów                                      | Krew Saamów, reż. Amanda Kernell                                                                         |
| 2017 (30.)   | Tommy Lee Jones                                   | Ziarno, reż. Semih Kaplanoğlu                                                | Edmund Yeo – My, umarli                                           | Duan Yihong – Nadciągająca burza                                 | Adeline D’Hermy – Maryline                                              | Krater, reż. Silvia Luzi i Luca Bellino                                                                  |
| 2018 (31.)   | Brillante Mendoza                                 | Na zawsze razem, reż. Mikhaël Hers                                           | Edoardo De Angelis – Nałóg nadziei                                | Jesper Christensen – Przed mrozem                                | Pina Turco – Nałóg nadziei                                              | Przed mrozem, reż. Michael Noer                                                                          |
| 2019 (32.)   | Zhang Ziyi                                        | Wuj, reż. Frelle Petersen                                                    | Saeed Roustayi – 30 gramów                                        | Navid Mohammadzadeh – 30 gramów                                  | Nadia Tereszkiewicz – Tylko zwierzęta nie błądzą                        | Atlantyda, reż. Walentyn Wasjanowicz                                                                     |
| 2020 (33.)   | Konkurs odwołany ze względu na pandemię COVID-19. | Konkurs odwołany ze względu na pandemię COVID-19.                            | Konkurs odwołany ze względu na pandemię COVID-19.                 | Konkurs odwołany ze względu na pandemię COVID-19.                | Konkurs odwołany ze względu na pandemię COVID-19.                       | Konkurs odwołany ze względu na pandemię COVID-19.                                                        |
| 2021 (34.)   | Isabelle Huppert                                  | Vera śni o morzu, reż. Kaltrina Krasniqi                                     | Darieżan Omirbajew – Poeta                                        | Amir Aghaei, Fatih Al, Bariş Yildiz i Onur Buldu – Cztery ściany | Julia Chávez – Ten drugi Tom                                            | La civil, reż. Teodora Mihai                                                                             |
| 2022 (35.)   | Julie Taymor                                      | Bestie, reż. Rodrigo Sorogoyen                                               | Rodrigo Sorogoyen – Bestie                                        | Denis Ménochet – Bestie                                          | Aline Küppenheim – Chile ’76                                            | Trzecia wojna światowa, reż. Houman Seyyedi                                                              |
| 2023 (36.)   | Wim Wenders                                       | Śnieżna pantera, reż. Pema Tseden                                            | Kishi Yoshiyuki – (Nie)normalne pożądanie                         | Yasna Mirtahmasb – Roxana                                        | Zar Amir Ebrahimi – Tatami                                              | Tatami, reż. Guy Nattiv i Zar Amir Ebrahimi                                                              |
| 2024 (37.)   | Tony Leung Chiu Wai                               | Teki, reż. Daihachi Yoshida                                                  | Daihachi Yoshida – Teki                                           | Kyōzō Nagatsuka – Teki                                           | Anamaria Vartolomei – Najeźdźcy                                         | Adios Amigo, reż. Iván Gaona                                                                             |